# Visual Studio Code
Visual Studio Code, også almindeligvis omtalt som VS Code,  er en kildekode-editor udviklet af Microsoft til Windows, Linux og macOS.  Funktionerne inkluderer understøttelse af debugging, syntaksfremhævning, intelligent kodefuldførelse, snippets, koderefactoring og indlejret Git. Brugere kan ændre temaet, tastaturgenveje, præferencer og installere udvidelser, der tilføjer funktionalitet.